# Котов, Константин Флегонтович
Константин Флегонтович Котов (26 декабря 1922, Гурьев — 12 марта 1982, Алма-Ата) — советский юрист, доктор юридических наук (1962), профессор (1966). Участник Великой Отечественной войны.
В 1946 году окончил Алматинский филиал Всесоюзного юридического института, в 1946—1948 годы заместитель директора этого института.
В 1951—1982 гг. — преподаватель, заведующий кафедрой государства права и современного строительства юридического факультета КазГУ.
Основные научные труды посвящены вопросам национально-государственного строительства в Казахстане, развитию демократия, начал в деятельности Советов, проблемам национально-государственного строительства в КНР. Автор трудов по конституционному праву.